# Maskinleje
 For alternative betydninger, se Leje.
Et maskinleje eller blot leje er en maskindel, der gør det muligt for to eller flere objekter at rotere eller glide i forhold til hinanden og dets formål er at mindste friktion (gnidningsmodstand) og/eller slitage. Mange lejer behøver at blive smurt.
Lejeeksempler:
- Kugleleje
- Rulleleje
- Glideleje
  - Bronzeleje
  - Rubinleje
  - Safirleje
- Topunktsleje
  - Knivleje
  - Pinolleje
- Magnetisk leje - anvendes f.eks. i nogle svinghjul
- Nåleleje
- Hydrostatisk leje, FDB-leje (Fluid Dynamic Bearing)